# Open du Pays d'Aix 2022
L'Open du Pays d'Aix 2022 è stato un torneo maschile di tennis professionistico. È stata la 9ª edizione del torneo, facente parte della categoria Challenger 100 nell'ambito dell'ATP Challenger Tour 2022, con un montepremi di 90 280 €. Si è svolto dal 2 all'8 maggio 2022 sui campi in terra rossa del Country Club Aixois di Aix-en-Provence in Francia.

## Partecipanti

### Teste di serie
| Nazionalità | Giocatore           | Ranking* | Testa di serie |
| ----------- | ------------------- | -------- | -------------- |
| Francia     | Benjamin Bonzi      | 58       | 1              |
| Germania    | Daniel Altmaier     | 67       | 2              |
| Francia     | Richard Gasquet     | 80       | 3              |
| Francia     | Quentin Halys       | 102      | 4              |
| Uruguay     | Pablo Cuevas        | 107      | 5              |
| Perù        | Juan Pablo Varillas | 111      | 6              |
| Spagna      | Fernando Verdasco   | 118      | 7              |
| Francia     | Corentin Moutet     | 120      | 8              |

* Ranking al 25 aprile 2022.

### Altri partecipanti
I seguenti giocatori hanno ricevuto una wild card per il tabellone principale:
- Titouan Droguet
- Sascha Gueymard Wayenburg
- Jo-Wilfried Tsonga

I seguenti giocatori sono entrati in tabellone come alternate:
- Grégoire Barrère
- Antoine Hoang

I seguenti giocatori sono passati dalle qualificazioni:
- Alexei Popyrin
- Martín Cuevas
- Gabriel Debru
- Calvin Hemery
- Kyrian Jacquet
- Mathias Bourgue

## Campioni

### Singolare
Benjamin Bonzi ha sconfitto in finale  Grégoire Barrère con il punteggio di 6–2, 6–4.

### Doppio
Titouan Droguet /  Kyrian Jacquet hanno sconfitto in finale  Nicolás Barrientos /  Miguel Ángel Reyes Varela con il punteggio di 6–2, 6–3.